# Fernanda Ferreira
Fernanda Cristina Ferreira (* 10. Januar 1980 in Belo Horizonte) ist eine brasilianische Volleyballspielerin. Sie gewann 2012 die olympische Goldmedaille.

## Karriere
Ferreira begann ihre Karriere 2002 beim Rio de Janeiro VC und ging ein Jahr später zum EC Pinheiros. Von 2005 bis 2007 spielte sie jeweils eine Saison bei Associação Desportiva Brusque und Osasco Voleibol Clube. Anschließend wechselte sie zum italienischen Erstligisten Santeramo Sport. 2008 ging die Zuspielerin zum Ligakonkurrenten Yamamay Busto Arsizio. 2010 gewann sie mit dem Verein den CEV-Pokal. Nach diesem Erfolg wurde sie von Pallavolo Modena verpflichtet. Am 16. Dezember 2011 beendete Ferreira ihre Zeit in Italien und ging Anfang 2012 für ein halbes Jahr nach Aserbaidschan zu Igtisadchi Baku. Mit der brasilianischen Nationalmannschaft erreichte sie das Finale des Grand Prix 2012. Anschließend nahm sie an den Olympischen Spielen in London teil und gewann mit Brasilien im Finale gegen die USA die Goldmedaille. In der Saison 2012/13 spielt Ferreira wieder in ihrer Heimat bei Vôlei Amil.